# Bobby Czyz
Robert Edward „Bobby” Czyz (ur. 10 lutego 1962 w Orange) – amerykański bokser włosko-polskiego pochodzenia, były mistrz świata federacji IBF w wadze półciężkiej oraz WBA w wadze junior ciężkiej.

## Kariera amatorska
Bobby Czyz należał do amatorskiej reprezentacji USA. W 1980 roku został powołany na mecz międzypaństwowy Polska−USA. Na tydzień przed wylotem do Polski uczestniczył jednak w wypadku samochodowym, w którym odniósł obrażenia wykluczające go z udziału w zawodach. Dzięki temu nie znalazł się na pokładzie samolotu, który rozbił się na Okęciu. W katastrofie zginęli wszyscy pozostali członkowie amerykańskiej kadry.

## Kariera zawodowa
W zawodowym boksie zadebiutował 24 kwietnia 1980 roku, nokautując w pierwszej rundzie Hanka Whitmore’a. 18 czerwca 1981 roku pokonał przez techniczny nokaut w siódmej rundzie Reggie’ego Jonesa, zdobywając mistrzostwo stanu New Jersey w wadze średniej. Po dwudziestu zwycięskich pojedynkach przegrał przez jednogłośną decyzję z doświadczonym Mustafą Hamsho.

### Mistrzostwo wagi półciężkiej
6 września 1986 roku zdobył mistrzostwo federacji IBF, zwyciężając z dotychczas niepokonanym na zawodowych ringach złotym medalistą olimpijskim z Moskwy, Slobodanem Kačarem. Broniąc po raz pierwszy tytułu, 26 grudnia 1986 roku pokonał przez TKO w pierwszej rundzie Davida Searsa. 21 lutego 1987 roku równie szybko uporał się z drugim pretendentem Williem Edwardsem − znokautował go w drugiej rundzie. 3 maja 1987, broniąc tytułu po raz trzeci, wygrał przez techniczny nokaut w szóstej rundzie z Jimem MacDolandem.
Mistrzostwo stracił 29 października 1987 roku, przegrywając przez techniczny nokaut w dziewiątej rundzie z Charlesem Williamsem.
22 maja 1988 roku przegrał przez decyzję większości z byłym mistrzem WBC w wadze półciężkiej, Dennisem Andriesem. Po dwóch kolejnych zwycięskich pojedynkach, 4 marca 1989 roku zmierzył się z mistrzem WBA w wadze półciężkiej, Virgilem Hillem. Przegrał z nim przez jednogłośną decyzję. 25 czerwca 1989 roku Czyz zmierzył się w pojedynku rewanżowym z mistrzem IBF, Charlesem Williamsem. Ponownie przegrał przed czasem, gdy sędzia zatrzymał walkę po dziesiątej rundzie. Następnie stoczył jeszcze dwie zwycięskie walki, w tym znokautował złotego medalistę olimpijskiego z Seulu, Andrew Maynarda.

### Mistrzostwo wagi junior ciężkiej
Po walce z Maynardem przeszedł do wagi junior ciężkiej. 8 marca 1991 roku zdobył pas WBA, pokonując przez niejednogłośną decyzję Roberta Danielsa. Broniąc tytułu po raz pierwszy, pokonał jednogłośnie na punkty Basha Alego. 8 maja 1992 roku podczas kolejnej walki w obronie tytułu pokonał również jednogłośnie Donny’ego Lalonde. Po tym pojedynku Czyz zrzekł się mistrzostwa. Po prawie dwuletniej przerwie powrócił na ring w 1994 roku. Stoczył pięć walk, po czym postanowił zmienić kategorię wagową na wyższą.

### Waga ciężka
10 maja 1996 roku zmierzył się z Evanderem Holyfieldem. Przegrał przez techniczny nokaut w piątej rundzie. Na ring powrócił 12 czerwca 1998 roku, przegrywając przez TKO w drugiej rundzie z Corriem Sandersem. Po tej walce definitywnie zakończył karierę.

## Poza sportem
Przez wiele lat był komentatorem bokserskim dla telewizji Showtime, jednakże musiał zrezygnować z tej posady, gdy po raz czwarty został zatrzymany za prowadzenie samochodu pod wpływem alkoholu. Był żonaty z aktorką Kimberly Ross, z którą ma córkę. Jest członkiem Mensy, organizacji skupiającej ludzi o wysokim ilorazie inteligencji. W 2009 roku został wprowadzony do Polish-American Sports Hall of Fame.